# Hisahito Inaba
Hisahito Inaba (japanisch 稲葉 久人 Inaba Hisahito; * 26. Mai 1985 in der Präfektur Tochigi) ist ein ehemaliger japanischer Fußballspieler.

## Karriere
Inaba erlernte das Fußballspielen in der Universitätsmannschaft der Hōsei-Universität. Seinen ersten Vertrag unterschrieb er 2008 bei Tochigi SC. Der Verein spielte in der dritthöchsten Liga des Landes, der Japan Football League. 2008 wurde er mit dem Verein Vizemeister der Japan Football League und stieg in die J2 League auf. 2010 wechselte er zum Drittligisten Tochigi Uva FC. Im Juli 2010 beendete er seine Karriere als Fußballspieler.